# Soteskären
Soteskären är en ögrupp i Sotefjorden i Sotenäs kommun. Sotekanalen skapades för att sjöfarten skulle kunna undvika de farliga soteskären. Här har tidigare lunnefågel häckat.[källa behövs]